# باشگاه فوتبال اتلتیک بیلبائو
باشگاه اتلتیک که با نام اتلتیک بیلبائو (به اسپانیایی: Athletic Club de Bilbao)‏ شناخته می‌شود، باشگاه فوتبالی است که در شهر بیلبائو، مرکز استان بیسکای، واقع در سرزمین خودمختار باسک اسپانیا فعالیت می‌کند. این باشگاه از سال ۱۹۲۸ در دسته اول فوتبال اسپانیا، موسوم به لا لیگا، شرکت داشته و در این سال‌ها ۸ بار موفق به قهرمانی در این رقابت‌ها شده است و از این حیث بعد از رئال مادرید و بارسلونا و اتلتیکو مادرید چهارمین تیم پرافتخار محسوب می‌شود. آن‌ها همچنین با ۲۴ عنوان قهرمانی در کوپا دل ری، موفق‌ترین تیم این رقابت‌ها بعد از بارسلونا هستند که با ۳۱ قهرمانی رکورددار است. این تیم همچنین ۳ بار قهرمان سوپر جام اسپانیا شده‌ است. اتلتیک بیلبائو سومین تیم پرافتخار اسپانیا است. باشگاه همچنین دارای تیم زنان نیز است، که ۵ بار موفق به کسب قهرمانی در لیگ دسته اول اسپانیا شده است. باشگاه اتلتیک بیلبائو در سال ۱۸۹۸ توسط گروهی از بازرگانان محلی شکل گرفت.
این تیم همچنین به «شیرها» (Los Leones) مشهور است و آن به این دلیل است که ورزشگاه خانگی تیم در کنار کلیسایی با نام سن مامس (مامس مقدس) ساخته شده است. «مامس»، نام فردی مسیحی بوده که توسط رومیان باستان به عنوان مجازات جلوی شیرها انداخته می‌شود. شیرها از خوردن وی خودداری می‌کنند، و این باعث می‌شود که بعدها لقب قدیس (saint) به او داده شود. ورزشگاه سن مامس به همین دلیل به این نام «کلیسای جامع فوتبال» مشهور است.
شهرت اتلتیک بیلبائو به دلیل سیاست پرورش و استفاده از بازیکنان جوان باسکی و نیز به خدمت گرفتن بازیکنان اهل باسک از تیم‌های دیگر مانند جوزبا اتچه بریا یا ژاوی مارتینز است. این باشگاه تنها با بازیکنانی قرارداد حرفه‌ای امضا می‌کند که متعلق به یکی از هفت استان منطقهٔ باسک باشند. اگرچه در سال‌های اخیر بازیکنانی در تیم دیده شده‌اند که متولد مناطقی خارج، اما نزدیک به باسک هستند. این سیاست، تحسین‌ها و البته انتقادهایی را هم به همراه داشته‌است. باشگاه به دلیل توجه به بازیکنان بومی و ایجاد حس وفاداری نسبت به تیم مورد تحسین واقع شده‌است. از طرف دیگر، اتلتیک بیلبائو به همراه بارسلونا، رئال مادرید و اوساسونا جزء چهار باشگاه اسپانیایی است که به‌عنوان بنگاهی ورزشی محسوب نمی‌شوند، بنابراین صاحبان آن‌ها شرکاء و سهام داران آن هستند. باشگاه اتلتیک بیلبائو همراه با رئال مادرید و بارسلونا یکی از سه تیمی است که از هنگام تأسیس هیچ‌گاه از لیگ برتر اسپانیا لالیگا به دسته پایین‌تر سقوط نکرده‌اند.

## ترکیب کنونی
تا تاریخ ۳ فوریه ۲۰۲۵
| شماره |         | پست       | بازیکن          |
| ----- | ------- | --------- | --------------- |
| ۱     | اسپانیا | دروازه‌بان | اونای سیمون     |
| ۲     | اسپانیا | مدافع     | اندونی گوروسابل |
| ۳     | اسپانیا | مدافع     | دانیل ویویان    |
| ۴     | اسپانیا | مدافع     | آیتور پاردس     |
| ۵     | اسپانیا | مدافع     | یرای الوارز     |
| ۶     | اسپانیا | هافبک     | میکل وسگا       |
| ۷     | اسپانیا | مهاجم     | الکس برنگر      |
| ۸     | اسپانیا | هافبک     | اویهان سنته     |
| ۹     | غنا     | مهاجم     | اینیاکی ویلیامز |
| ۱۰    | اسپانیا | مهاجم     | نیکو ویلیامز    |
| ۱۱    | اسپانیا | مهاجم     | آلوارو دیالو    |
| ۱۲    | اسپانیا | مهاجم     | گورکا گوروتا    |

| شماره |         | پست       | بازیکن                         |
| ----- | ------- | --------- | ------------------------------ |
| ۱۳    | اسپانیا | دروازه‌بان | یولن آگیرزابالا                |
| ۱۴    | اسپانیا | مدافع     | اونای نونیس (قرضی از سلتاویگو) |
| ۱۵    | اسپانیا | مدافع     | اینییگو لکوئه                  |
| ۱۶    | اسپانیا | هافبک     | انیگو رویز د گالارتا           |
| ۱۷    | اسپانیا | مدافع     | یوری برچیچه (کاپیتان دوم)      |
| ۱۸    | اسپانیا | مدافع     | اسکار ده مارکوس (کاپیتان)      |
| ۲۰    | اسپانیا | هافبک     | Unai Gómez                     |
| ۲۱    | اسپانیا | مهاجم     | Maroan Sannadi                 |
| ۲۳    | اسپانیا | هافبک     | میکل ژورگیزار                  |
| ۲۴    | اسپانیا | هافبک     | بنات پرادوس                    |
| ۲۸    | اسپانیا | هافبک     | Peio Canales                   |
| ۳۲    | اسپانیا | مدافع     | Adama Boiro                    |

## افتخارات

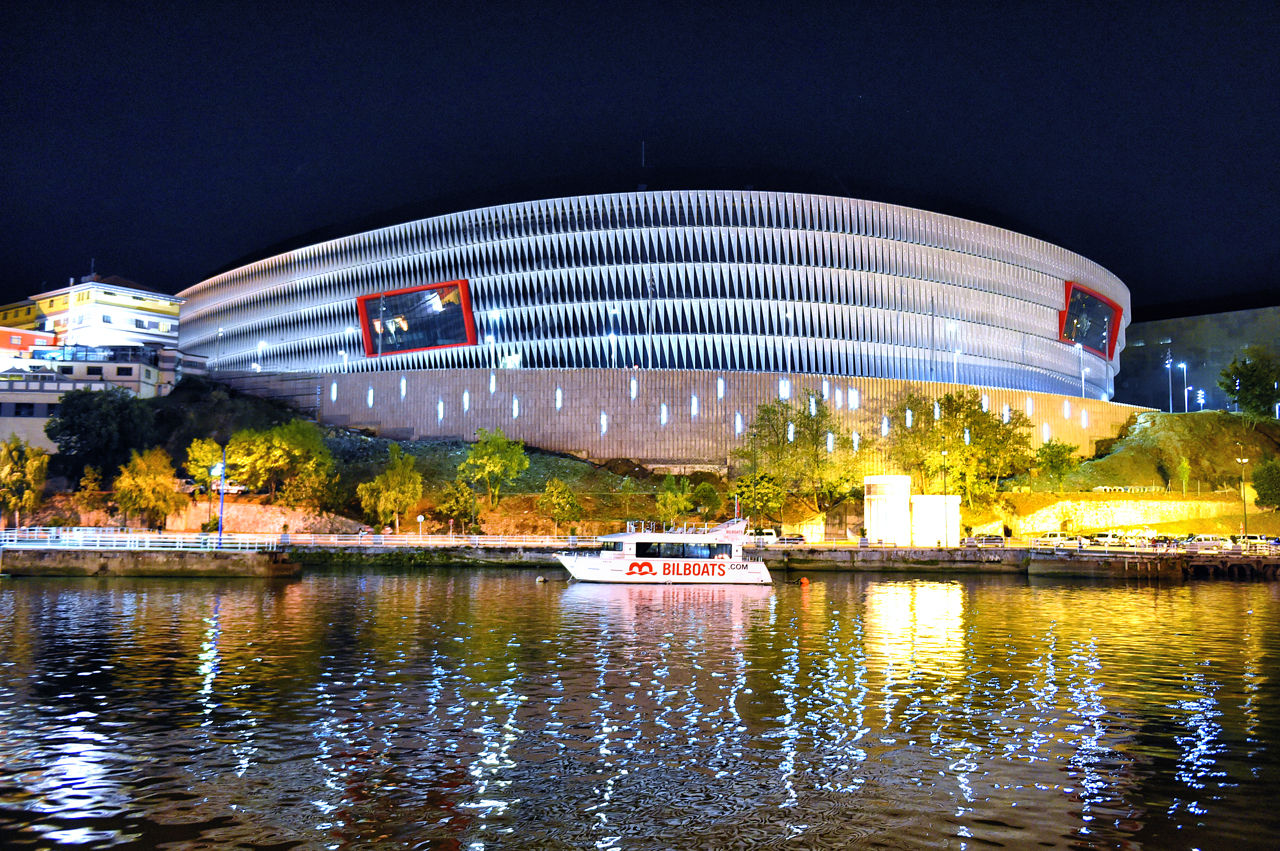
ورزشگاه سن مامس

### داخلی
لالیگا
- قهرمان (۸): ۳۰–۱۹۲۹، ۳۱–۱۹۳۰، ۳۴–۱۹۳۳، ۳۶–۱۹۳۵، ۴۳–۱۹۴۲، ۵۶–۱۹۵۵، ۸۳–۱۹۸۲، ۸۴–۱۹۸۳
- نایب قهرمان (۷) - ۳۲–۱۹۳۱، ۳۳–۱۹۳۲، ۴۱–۱۹۴۰، ۴۷–۱۹۴۶، ۵۲–۱۹۵۱، ۷۰–۱۹۶۹، ۹۸–۱۹۹۷

کوپا دل ری
- قهرمان (۲۴): ۱۹۰۲، ۱۹۰۳، ۱۹۰۴، ۱۹۱۰، ۱۹۱۱، ۱۹۱۴، ۱۹۱۵، ۱۹۱۶، ۱۹۲۱، ۱۹۲۳، ۱۹۳۰، ۱۹۳۱، ۱۹۳۲، ۱۹۳۳، ۱۹۴۳، ۱۹۴۴، ۱۹۴۵، ۱۹۵۰، ۱۹۵۵، ۱۹۵۶، ۱۹۵۸، ۱۹۶۹، ۱۹۷۳، ۱۹۸۴، ۲۰۲۴
- نایب قهرمان (۱۳): ۱۹۰۵، ۱۹۰۶، ۱۹۱۳، ۱۹۲۰، ۱۹۴۲، ۱۹۴۹، ۱۹۵۳، ۱۹۶۶، ۱۹۶۷، ۱۹۷۷، ۱۹۸۵، ۲۰۰۹، ۲۰۱۵، ۲۰۲۰، ۲۰۲۱

سوپرکاپ اسپانیا
- قهرمان (۳): ۱۹۸۵،(۲۰۱۵)، ۲۰۲۱
- نایب قهرمان (۳): ۱۹۴۶، ٬۱۹۸۴ ۲۰۱۰

### اروپایی
جام یوفا/لیگ اروپا
- نایب قهرمان (۲): ۲۰۱۱–۲۰۱۲ (۱۹۷۷)